# Џејн Берли
Џејн Берли (енгл. Jane Burley; Ливерпул, 12. фебруар 1971) је шкотска хокејашица на трави. Игра на средини терена. Играла је за Гифнок Хачисонс Лејдиз, а у Женском националном тиму је први пут заиграла 1999. године.
Берли је запослена као ватрогасац. Њена мајка је играла тенис за Ланкашајер.